# Der Hodscha und die Piepenkötter
Der Hodscha und die Piepenkötter ist ein deutscher Fernsehfilm, der am 17. Februar 2016 bei Das Erste zum ersten Mal ausgestrahlt wurde. Die Komödie basiert auf den gleichnamigen Roman von Birand Bingül von 2011.

## Handlung
Während des Wahlkampfs bekommt die Bürgermeisterin Ursel Piepenkötter Konkurrenz: Parteikollege Dr. Schadt kritisiert den geplanten Moschee-Neubau und will sich deswegen sogar als Gegenkandidaten aufstellen lassen. Die Bürgermeisterin möchte nun das Volk beruhigen und sucht nach Gründen, den Bau abzusagen. Ihr Parteikollege hat indes andere Pläne: Er geht mit dem konservativen Osman einen Pakt ein: Wenn man den Moscheebau verhindere, so würde er zum Dank als Hodscha eingesetzt und der aktuelle abgesetzt. Bei einer Podiumsdiskussion sollen heimlich aufgenommene Videoaufnahmen ein Rendezvous zwischen dem Hodscha und der Bürgermeisterin unterstellen, sie zeigen jedoch Gewaltakte der Moscheegegner, da Osmans Frau die Aufnahmen getauscht hatte. Die Bürgermeisterin, die sich nun für Vielfalt einsetzt, ist erneut Kandidatin, und sogar ihr Sohn ist der Tochter des Hodscha näher gekommen.

## Kritik
„Drehbuch und Inszenierung entwickeln ein gutes Tempo, und vor allem die beiden Hauptfiguren und das Zusammenspiel von Anna Stieblich und Hilmi Sözer bieten die Grundlage für eine solide Komödie. Das Niveau schwankt allerdings gewaltig. Einige Figuren sind Karikaturen, und neben satirischen Spitzen findet sich auch plumper Humor, der auf Schadenfreude und simplen Pointen beruht.“

„Die als komödiantische Lehrstunde angelegte Lektion um kulturelle Missverständnisse engagiert sich wacker für Völkerverständigung, doch die ‚gerechte und gute Sache‘ wird in dem gut gemeinten (Fernseh-)Film durch plumpe Pointen überdeckt. Damit werden Vorurteile weniger entzaubert als im Zweifel befeuert.“